# 舩橋晴俊
舩橋 晴俊（ふなばし はるとし、1948年7月17日 - 2014年8月15日）は、日本の社会学者。法政大学社会学部元教授。専門は、社会学理論、環境社会学。原子力市民委員会座長。環境社会学会の設立メンバー。妻は舩橋惠子。

## 略歴
神奈川県中郡大磯町生まれ。大磯町立大磯小学校、大磯町立大磯中学校、神奈川県立平塚江南高等学校を経て、東京大学理科一類に入学。1971年に東京大学工学部宇宙航空学科、1973年に東京大学経済学部経済学科をそれぞれ卒業。1975年に東京大学大学院社会学研究科修士課程を修了、1976年に同博士課程を中退。東京大学文学部助手、法政大学社会学部専任講師、同助教授を経て、同教授。
2014年8月15日、クモ膜下出血のため神奈川県大磯町の病院で死去。66歳没。

## 著書

### 単著
- 『組織の存立構造論と両義性論──社会学理論の重層的探求』（東信堂, 2010年）
- 『社会学をいかに学ぶか』（弘文堂, 2012年）

### 共著
- （長谷川公一・勝田晴美・畠中宗一）『新幹線公害──高速文明の社会問題』(有斐閣, 1985年)
- （長谷川公一・畠中宗一・梶田孝道）『高速文明の地域問題──東北新幹線の建設・紛争と社会的影響』(有斐閣, 1988年)
- （角一典・湯浅陽一・水澤弘光）『「政府の失敗」の社会学──整備新幹線建設と旧国鉄長期債務問題』(ハーベスト社, 2001年)
- （長谷川公一・飯島伸子）『核燃料サイクル施設の社会学──青森県六ヶ所村』（有斐閣, 2012年）
- （金山行考・茅野恒秀）『「むつ小川原開発・核燃料サイクル施設問題」研究資料集』（東信堂, 2013年）
- (今田高俊・鈴木達治郎・武田精悦・石橋克彦・山口幸夫・舩橋晴俊・千木良雅弘・山地憲治・柴田徳思・大西隆) 『高レベル放射性廃棄物の最終処分について  学術会議叢書(21)』(公益財団法人日本学術協力財団, 2014)

### 編著
- 『講座環境社会学（2）加害・被害と解決過程』(有斐閣, 2001年)
- 『講座・社会変動（4）官僚制化とネットワーク社会』（ミネルヴァ書房, 2006年）
- 『環境社会学』（弘文堂, 2011年）

### 共編著
- （長谷川公一・飯島伸子）『巨大地域開発の構想と帰結──むつ小川原開発と核燃料サイクル施設』(東京大学出版会, 1998年)
- （飯島伸子）『講座社会学（12）環境』（東京大学出版会, 1998年)
- （飯島伸子）『新潟水俣病問題──加害と被害の社会学』（東信堂, 1999年: 増補版2006年)
- （古川彰）『環境社会学入門──環境問題研究の理論と技法』（文化書房博文社, 1999年)
- （飯島伸子・鳥越皓之・長谷川公一）『講座環境社会学（1）環境社会学の視点』(有斐閣, 2001年)
- （宮内泰介）『環境社会学』（放送大学教育振興会, 2003年）
- （壽福眞美）『規範理論の探求と公共圏の可能性』（法政大学出版局, 2012年）
- （長谷部俊治）『持続可能性の危機──地震・津波・原発災害に向き合って』（御茶の水書房, 2012年）
- （田中重好・正村俊之）『東日本大震災と社会学──大災害を生み出した社会』（ミネルヴァ書房, 2013年）
- （壽福眞美）『公共圏と熟議民主主義──現代社会の問題解決』（法政大学出版局, 2013年）

### 翻訳
- G・コンラッド、I・セレニィ『知識人と権力──社会民主主義におけるあらたな階級の台頭』（宮原浩二郎・田中康博との共訳, 新曜社, 1986年）
- エアハルト・フリードベルグ『組織の戦略分析──不確実性とゲームの社会学』（レヴィ=アルヴァレス,クロードとの共訳, 新泉社, 1989年）
- ジュヌヴィエーヴ・フジ・ジョンソン『核廃棄物と熟議民主主義──倫理的政策分析の可能性』（西谷内博美との監訳, 新泉社, 2011年）